# Djurgårdens IF Fotboll 1961
Djurgårdens IF Fotboll, spelade i Division 2 Svealand 1961. DIF vann serien och gick upp till Allsvenskan.
Publiksnittet på hemmamatcherna denna säsong var 3998.
Interna skytteliga vinnare med 27 gjorda mål: Leif Skiöld.